# András László
András László (ur. 12 czerwca 1984 w Budapeszcie) – węgierski polityk i politolog, poseł do Parlamentu Europejskiego X kadencji.

## Życiorys
Uzyskał magisterium ze stosunków międzynarodowych na Uniwersytecie Korwina w Budapeszcie. Kształcił się również w Belgii i Francji. Od 2008 pracował jako urzędnik w ministerstwach spraw zagranicznych, zasobów narodowych i zasobów ludzkich. Od 2014 był doradcą frakcji Europejskiej Partii Ludowej. W 2018 został komisarzem w ministerstwie innowacji i technologii. Od 2020 był doradcą Fideszu do spraw polityki zagranicznej, a następnie analitykiem w instytucji Megafon Inkubátor Központnál. W wyborach w 2024 z ramienia koalicji Fidesz-KDNP uzyskał mandat eurodeputowanego X kadencji.